# Victor Engels

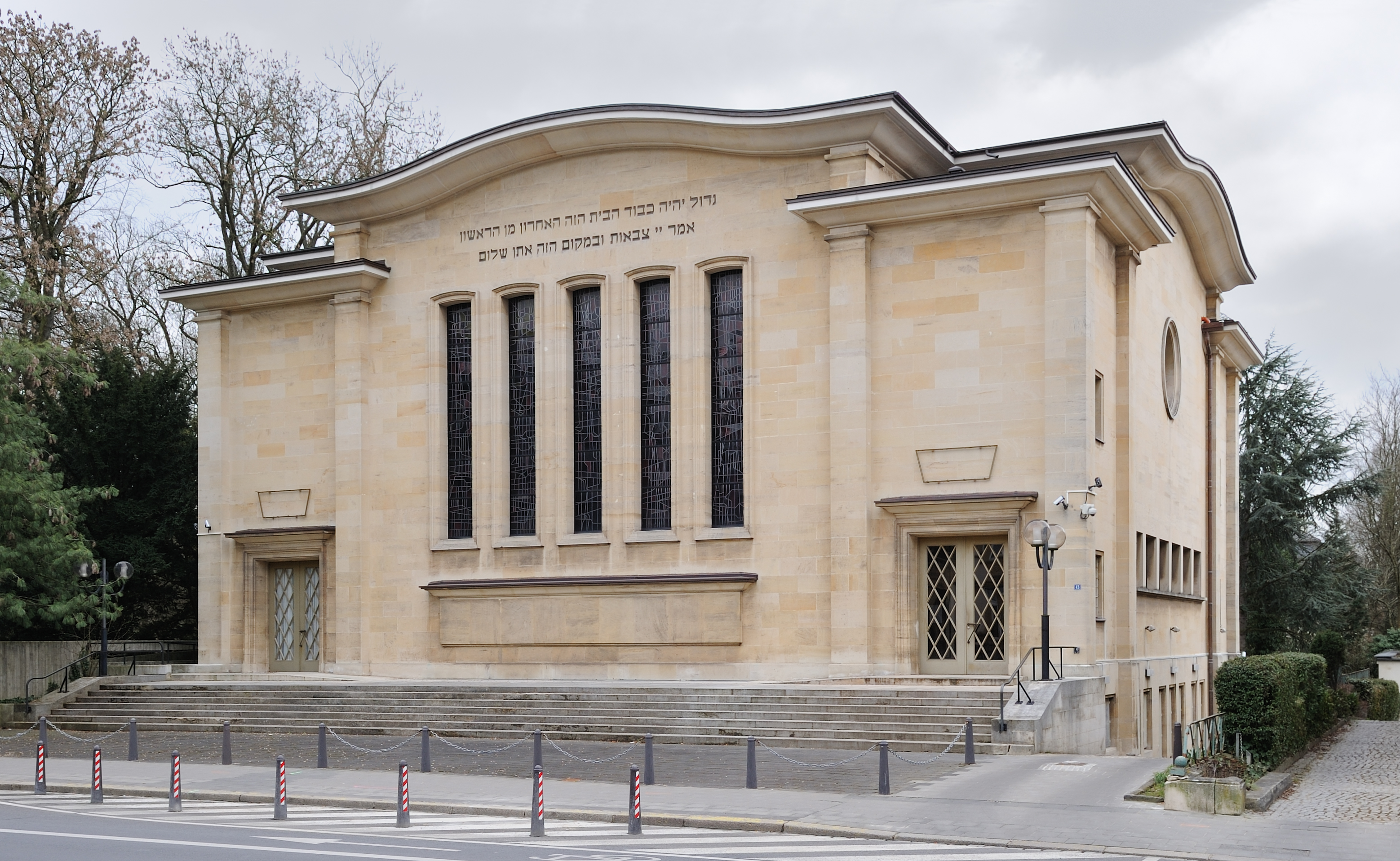
Grote synagoge van Luxemburg

Viktor Joseph Michel (Victor) Engels (Rollingergrund, 6 maart 1892 – Luxemburg, 14 april 1962) was een Luxemburgs architect, kunstschilder en tekenaar.

## Leven en werk
Victor Engels werd geboren in Rollingergrund, destijds een zelfstandige gemeente, sinds 1920 een deel van de stad Luxemburg. Hij was een zoon van schilder Michel Engels (1851-1901) en Susanna Greiveldinger. Hij werd opgeleid aan de École industrielle et du commerce in de stad Luxemburg en studeerde architectuur aan de Technische Universiteit München. Tegelijkertijd tekende en schilderde hij bij diverse particuliere kunstopleidingen. Hij was lid van de Association générale des étudiants luxembourgeois (A.G.E.L.) en richtte met zijn vrienden Frantz Heldenstein, Marcel Walens en Alphonse Weicker in 1913 de Kunstverein Luxemburger Studenten op. In 1917 won hij een ontwerpwedstrijd van de A.G.E.L. voor vignetten en composities voor boekdecoratie. Engels behaalde in dat jaar ook zijn diploma als bouwkundig ingenieur. 
Tijdens de Eerste Wereldoorlog werkte Engels op een architectenbureau in München. Na de oorlog was hij een aantal jaren actief in de wederopbouw in Frankrijk, tot hij in 1926 naar Luxemburg terugkeerde. Als zelfstandig architect hield Engels vast aan een eenvoudige, enigszins klassieke bouwstijl. Hij was secretaris van de Société des Architectes (1928-1939), mede-oprichter en voorzitter van de Ordre des Architectes (1945-1960) en lid van de Internationale Unie van Architecten en van het Verbindingscomité voor Architecten van de Gemeenschappelijke Markt.
Als kunstenaar was Engels vooral aquarelschilder, daarnaast tekende hij boekillustraties en affiches. Hij was lid van de Cercle Artistique de Luxembourg (CAL), waarvan zijn vader medeoprichter was. Engels was secretaris (1928-1938), vicevoorzitter en voorzitter (1959-1961) van de CAL. Tussen 1921 en 1952 nam hij deel aan de jaarlijkse Salons du CAL. Hij was daarnaast vertegenwoordiger voor de beeldende kunsten in het Luxemburgs Olympisch Comité.
Victor Engels werd benoemd tot ridder in de Orde van de Eikenkroon en officier in de Orde van Leopold II (1953). Hij overleed op 70-jarige leeftijd, en werd begraven op de Cimetière Notre-Dame in het familiegraf Greiveldinger.

## Enkele werken
- 1928 posters (pentekeningen) voor de bestrijding van geslachtsziekten, in opdracht van de regering.
- 1928 ontwerp van de Luxemburgse stand op de Pressa, de internationale persbeurs in Keulen.
- Villa Levy, Route d'Arlon, Luxemburg. In 1940 door de firma Alfred Levy & Co verkocht aan de stad.
- 1934 illustraties voor Deine Mutter van Theodor Zenner en Michel Faltz. Luxemburg: St. Paulus Druckerei.
- 1945-1947 herinrichting van de Place du Marché in Echternach.
- 1951-1953 Grote synagoge in de stad Luxemburg, in samenwerking met René Mailliet.
- woningen voor de Société nationale des habitations à bon marché. Hôtel des Ponts & Chaussées aan de Rue Albert 1er

- Musée national d'archéologie, d'histoire et d'art: lkl004084